# Eloy Moreno

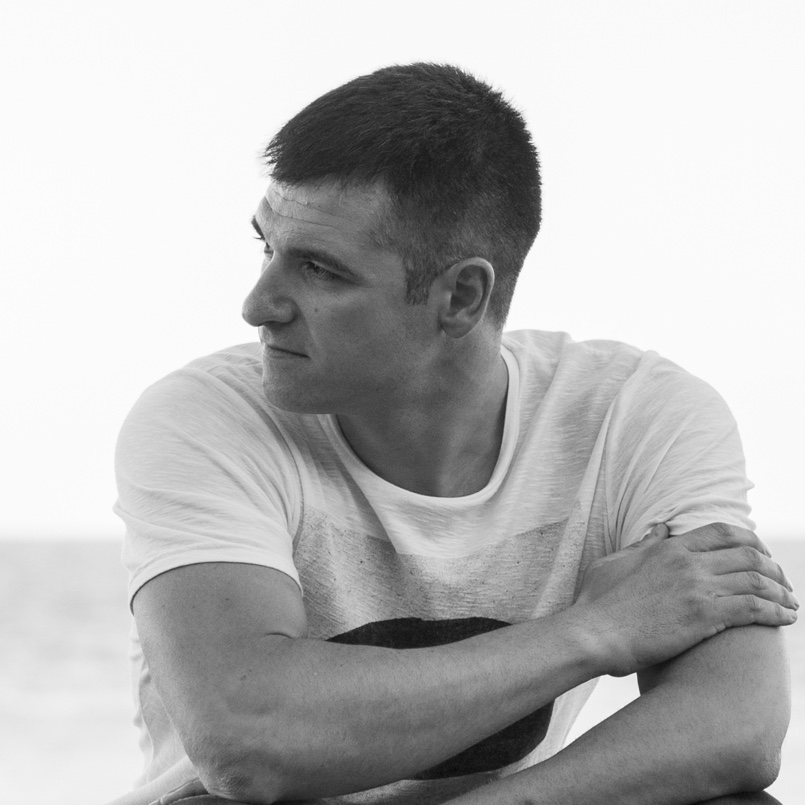
Eloy Moreno

Eloy Moreno Olaria (1976, Castellon de la Plana, Spanje) is een Spaans schrijver, bekend door zijn debuutroman De groene pen, in het Spaans El boligrafo de gel verde.

## Biografie
Hij is afgestudeerd als technisch ingenieur aan de Universiteit Jaume I in Castellon de la Plana en werkt nu als informaticus. Een bèta geïnteresseerd in literatuur. Tijdens zijn studie volgde hij dan ook schrijfcursussen aan de universiteit.

## De groene pen
De roman werd oorspronkelijk zelf uitgegeven door de schrijver, wat tot een verkoop van meer dan 3000 exemplaren leidde. Dit succes kwam mede tot stand door het gebruik van de sociale netwerken op internet en leidde ertoe dat de Spaanse uitgever Espasa erin wilde investeren. Op 13 januari 2011 werd deze nieuwe editie met kleine veranderingen uitgebracht. Het was het meest verkochte boek in Spanje in die maand. Sindsdien zijn er 13 edities uitgegeven en meer dan 80.000 exemplaren verkocht. Het boek is vertaald in Catalan (een Spaanse taal gesproken in het noordoosten van het land), Italiaans, Taiwanees en nu ook in het Nederlands. De titels zijn respectievelijk: El bolígraf de tinta verda, Ricomincio da te en De groene pen.

## Literaire activiteiten
Naast het schrijven van zijn debuutroman, heeft Eloy Moreno ook een aantal korte verhalen geschreven. In 2008 won hij een belangrijke Spaanse prijs voor korte verhalen: La cama creciente (het groeiende bed). Daarnaast won hij een prijs voor zijn blog genaamd Tercera Opinión (derde conclusie).

## Literaire prijzen
- Prijs Onda Cero in Castellon de la Plana voor het schrijven en verspreiden van zijn boek El bolígrafo de gel verde (De groene pen).
- Eindkanidaat voor Premios de la Crítica Valenciana 2012 voor zijn boek El bolígrafo de gel verde (De groene pen).